# Araldo Torelli
Araldo Torelli (1923 – 10 luglio 2011) è stato un politico italiano, ex presidente della provincia di Ancona.

## Biografia
Diplomato al liceo classico "Perticari" di Senigallia. Impegnato in politica con il Partito Socialista Italiano, con il quale negli anni '70 diventa consigliere provinciale ad Ancona. Nel 1978 viene eletto presidente della provincia di Ancona, venendo confermato nel ruolo anche dopo le elezioni del 1980; rimane in carica fino alle elezioni del 1985.
Muore nel luglio 2011; è stato sepolto nel cimitero di Corinaldo.